# Беверен
Беверен (хол. Beveren) је општина у Белгији у региону Фландрија у покрајини Источна Фландрија. Према процени из 2007. у општини је живело 45.771 становника.

## Становништво
Према процени, у општини је 1. јануара 2015. живело 47.423 становника.
| 1984.  | 2000.  | 2010. | 2015. |
| ------ | ------ | ----- | ----- |
| 41.426 | 44.977 | 46299 | 47423 |